# Luis Montero
Luis David Montero (ur. 6 kwietnia 1993 w Santo Domingo) – dominikański koszykarz występujący na pozycji rzucającego obrońcy, reprezentant kraju, obecnie zawodnik Club Atlético San Lorenzo de Almagro.

## Kariera sportowa
Jako zawodnik Westchester Community College w Valhalli (Nowy Jork) notował średnio 15,6 punktu, 5,9 zbiórki i 3 asysty na mecz podczas rozgrywek 2013-14. W styczniu 2015 przeniósł się do South Plains College, gdzie miał występować w sezonie 2015/16. W kwietniu zgłosił się jednak do draftu NBA, gdzie w rezultacie nie został wybrany przez żadną z drużyn. Następnie rozegrał 6 spotkań letniej ligi NBA w Las Vegas, jako zawodnik Portland Trail Blazers, po czym otrzymał zaproszenie na obóz przedsezonowy. 11 lipca podpisał z zespołem umowę, stając się jego pełnoprawnym członkiem.
W 2017 podpisał umowę z Detroit Pistons, na występy zarówno w NBA, jak i zespole G-League – Grand Rapids Drive. 13 stycznia 2018 został zwolniony.
9 sierpnia 2018 został zawodnikiem Anwilu Włocławek. 30 sierpnia klub rozwiązał z nim umowę, z powodu nie przejścia testów medycznych.

## Osiągnięcia
Reprezentacja
- Uczestnik igrzysk panamerykańskich (2019 – 4. miejsce)[7]